# Ferro-edenite
La ferro-edenite (simbolo IMA: Fed) è un raro minerale del supergruppo dell'anfibolo, all'interno del quale viene collocato nel "gruppo degli anfiboli con W(OH,F,Cl)-dominante" e da lì al sottogruppo degli anfiboli di calcio dove occupa un posto nel "gruppo contenente la radice edenite nel nome"; essendo un anfibolo, appartiene agli inosilicati e pertanto alla famiglia minerale dei "silicati", e possiede composizione chimica NaCa2Fe2+5(Si7Al)O22(OH)2.

## Etimologia e storia
La ferro-edenite deve il proprio nome al fatto che è l'analogo dell'edenite, con il ferro (Fe2+) in sostituzione del magnesio.

## Classificazione
La classica nona edizione della sistematica dei minerali di Strunz, aggiornata dall'Associazione Mineralogica Internazionale (IMA) fino al 2009, elenca la ferro-edenite nella classe "9. Silicati (germanati)" e da lì nella sottoclasse "9.D Inosilicati"; questa viene suddivisa più finemente in base alla struttura del minerale, in modo tale che la ferro-edenite possa essere trovata nella sezione "9.DE Inosilicati con catene doppie di periodo 2, Si4O11; clinoanfiboli" dove forma il sistema nº 9.DE.10.
Tale classificazione viene in piccola parte rivista nell'edizione successiva, proseguita dal database "mindat.org" e chiamata Classificazione Strunz-mindat, dove la ferro-edenite occupa i medesimi classe, sottoclasse e sezione della nona edizione, per poi venire smistata nel sistema nº 9.DE.15.
Nella Sistematica dei lapis (Lapis-Systematik) di Stefan Weiß la ferro-edenite si trova nella classe dei "silicati" e nella sottoclasse degli "inosilicati"; qui si trova nella sezione riservata ai minerali con struttura "[Si4O11] a due bande 6-; gruppo degli anfiboli; Ca2-anfiboli" dove forma il sistema nº VIII/F.10.
Anche la classificazione dei minerali secondo Dana, usata principalmente nel mondo anglosassone, elenca la ferro-edenite nella famiglia dei "silicati", qui è nella classe degli "inosilicati: catene doppie non ramificate, W=2" e nella sottoclasse degli "inosilicati: catene doppie non ramificate, configurazione anfibolo W=2" dove forma il "gruppo 2, Anfiboli di calcio" insieme ad aluminotschermakite, alumino-magnesio-orneblenda, edenite, kaersutite, magnesiosadanagaite, pargasite e tremolite con il sistema nº 66.01.03a.

## Abito cristallino
La ferro-edenite cristallizza nel sistema monoclino nel gruppo spaziale C2/m (gruppo nº 12) con i parametri reticolari a = 10,00 Å, b = 18,22 Å, c = 5,31 Å e β = 105,5°, oltre ad avere 2 unità di formula per cella unitaria.

## Origine e giacitura
La ferro-edenite in una fase precoce o deuterica che sostituisce il pirosseno nei complessi ad anello sienitici; la si trova anche in anfiboliti, gneiss metamorfici di medio grado e in rocce ignee plutoniche. La paragenesi è con ferro-actinolite, fluorite, magnetite, monaziti e pirosseno.
La ferro-edenite è stata trovata in diversi siti sparsi per il mondo, seppur in modeste quantità, cosa che ne fa un minerale raro. Qui si ricorda solo la sua località tipo, il complesso sienitico "Baie-des-Moutons" (50.85°N 58.98083°W) presso Gros-Mécatina (in Québec, Canada).

## Forma in cui si presenta in natura
La ferro-edenite si forma comunemente come cristalli prismatici ben formati, anche fibrosi. Il minerale ha lucentezza vitrea e colore è nero o verde scuro, mentre il suo striscio è bianco.